# Phi Cassiopeiae
Désignations
φ Cas A : φ1 Cas, HR 382, HD 7927, HIP 6242, BD+57°260, GC 1594, SAO 22191

Phi Cassiopeiae (φ Cas / φ Cassiopeiae) est une étoile multiple de la constellation boréale de Cassiopée. Elle est visible à l'œil nu avec une magnitude apparente combinée de 4,98. Ses deux composantes les plus brillantes sont φ Cassiopeiae A et C, parfois désignées φ1 et φ2 Cas. φ Cas A est une supergéante lumineuse de type F0 et de magnitude 5,11, tandis que φ Cas C est une supergéante de type B6 et de magnitude 7,08 distante de 134".

## Système
φ Cassiopeiae est située au milieu des étoiles de l'amas ouvert NGC 457, distant d'environ 2 400 pc (∼7 830 al), mais il reste incertain si le système en est effectivement membre ou non. φ Cas est généralement traitée comme étant constituée de cinq étoiles, ses composantes étant désignées de A à E dans l'ordre de distance par rapport à l'étoile la plus brillante. Les deux composantes A et C sont les membres les plus brillants de NGC 457 ; elles sont parfois nommées φ1 et φ2 Cassiopeiae. La composante B est une étoile de douzième magnitude distante de 49" de φ1. Les composantes D et E sont toutes deux des étoiles bleu-blanc de la séquence principale de dixième magnitude dans NGC 457, avec la composante E qui n'est qu'à 42" de φ2. Trois autres étoiles sont parfois répertoriées comme composantes du système de φ Cassiopeiae, mais cette liste est de toute façon assez arbitraire puisque des douzaines de membres de NGC 457 sont visibles dans quelques minutes d'arc.
φ Cassiopeiae A et C partagent un mouvement dans l'espace similaire aux autres étoiles de NGC 457, mais leurs états d'évolutions et leurs luminosités en font des membres peu probables. Leurs parallaxes dans Gaia Data Release 2 sont cependant comparables aux autres étoiles de l'amas et sont consistantes avec la distance acceptée de NGC 457, et φ Cas C s'est vue donner une probabilité de 70 % d'être membre de l'amas.

## Propriétés
La composante primaire du système, φ Cassiopeiae A, est une supergéante jaune très lumineuse. Sa magnitude absolue est comparable à certaines hypergéantes jaunes mais elle ne montre pas le niveau de perte de masse et d'instabilité qui permettraient de la qualifier comme tel. Divers modèles atmosphériques lui donnent une température de surface autour de 7 300 K, une gravité de surface faible, un rayon d'environ 250 R☉, et une luminosité bien au-delà de 100 000 L☉. Sa masse est plus incertaine. Au début de sa vie, elle était probablement bien supérieure à 25 M☉, mais elle est bien plus faible désormais. Différents auteurs ont publié des valeurs allant de 6 M☉ à 17 M☉,.
φ Cassiopeiae C est quant à elle une supergéante bleue de classe B relativement typique, 83 000 fois plus lumineuse que le Soleil. C'est une variable suspectée et une possible binaire spectroscopique.